# 二酸化セレン
二酸化セレン（にさんか–、selenium dioxide）はセレンの酸化物の一種で、化学式が SeO2 と表される無機化合物。無水亜セレン酸とも呼ばれる。CAS登録番号は [7446-08-4]。

## 物理的性質
- 式量 110.96 g/mol
- 常温で無色固体
- 昇華点 315 ℃、黄緑色の気体となる。封管中では融点 340 ℃で、青色の液体となる。
- 水への溶解度 73.3 g/100 g (25 ℃)

## 化学的性質
室温では無色の針状結晶で −[O−Se(=O)]n− という形の鎖状高分子である。独特の不快臭を持ち毒性が強い。マウスでの経口投与での LD50 は 23.3 mg/kg、ラットでの経口投与では 68.1 mg/kg と報告されている。吸入によって、あるいは皮膚からも吸収されるので取り扱いには細心の注意を要する。
セレンを燃焼させたり、硝酸によって酸化することによって生成する。アンモニアなどによって還元されて、セレンになる。硝酸や過酸化水素中の酸素で酸化することでセレン酸に酸化される。水と反応して亜セレン酸になる。

### セレン酸化
二酸化セレンは特異な官能基選択性を持った温和な酸化剤であるため、有機合成において重要である。
二酸化セレンは選択的にアリル位やベンジル位の水素をヒドロキシ基へと酸化する。基質によってはカルボニル基にまで酸化される場合もある。この反応の機構は二酸化セレンとのエン反応によってアリルセレニン酸を生成した後、[2,3]-シグマトロピー転位により次亜セレン酸モノエステルとなり、これが加水分解されてアリルアルコールが得られるとされている。
三置換アルケン R1CH=CR2R3 では多置換側の炭素上の置換基 R2, R3 のアリル位が酸化されやすい。また、酸化されやすさは一般的にメチレン基>メチル基>メチン基となっている。また環上のアルケンでは側鎖よりも環上のアリル位が酸化されやすい。これらの選択性のため、複数のアリル水素を持つ場合でも位置選択的に酸化が可能であることが多い。
また、アルデヒドやケトンのα位のメチル基やメチレン基はカルボニル基へと酸化される。こちらの機構は二酸化セレンにエノール形になったカルボニル化合物が付加して、亜セレン酸エステルとなった後、[2,3]-シグマトロピー転位により次亜セレン酸モノエステルとなり、α位の水素とともにセレンが脱離して1,2-ジケトンとなるとされている。
二酸化セレンの毒性が高いため、二酸化セレンを触媒量として、再酸化剤として過酸化水素やtert-ブチルヒドロペルオキシド (TBHP) などを用いる触媒的酸化が行なわれることもある。

## ガラスへの添加
ガラスに二酸化セレンを添加すると赤色となる。大量に二酸化セレンを加えたガラスは深いルビーのような赤色を示す。また、ウランガラスに少量の二酸化セレンを添加すると透過色がオレンジ色となる。コバルト化合物を不純物とするガラスの青色を見かけ上打ち消して無色とするためにも、二酸化セレンが加えられた。
単体セレン、亜セレン酸塩、セレン酸塩にも同様の用途が知られる。